# تورینگ ۱۰۲۰۴
سیارک ۱۰۲۰۴ (به انگلیسی: 10204 Turing، نامگذاری:1997PK1) ده هزار و دویست و چهارمین سیارک کشف شده‌است که در ۱ اوت ۱۹۹۷ کشف شد.
قدر مطلق سیارک برابر ۱۳٫۷۰ است.